# Bernweiler (Ostrach)

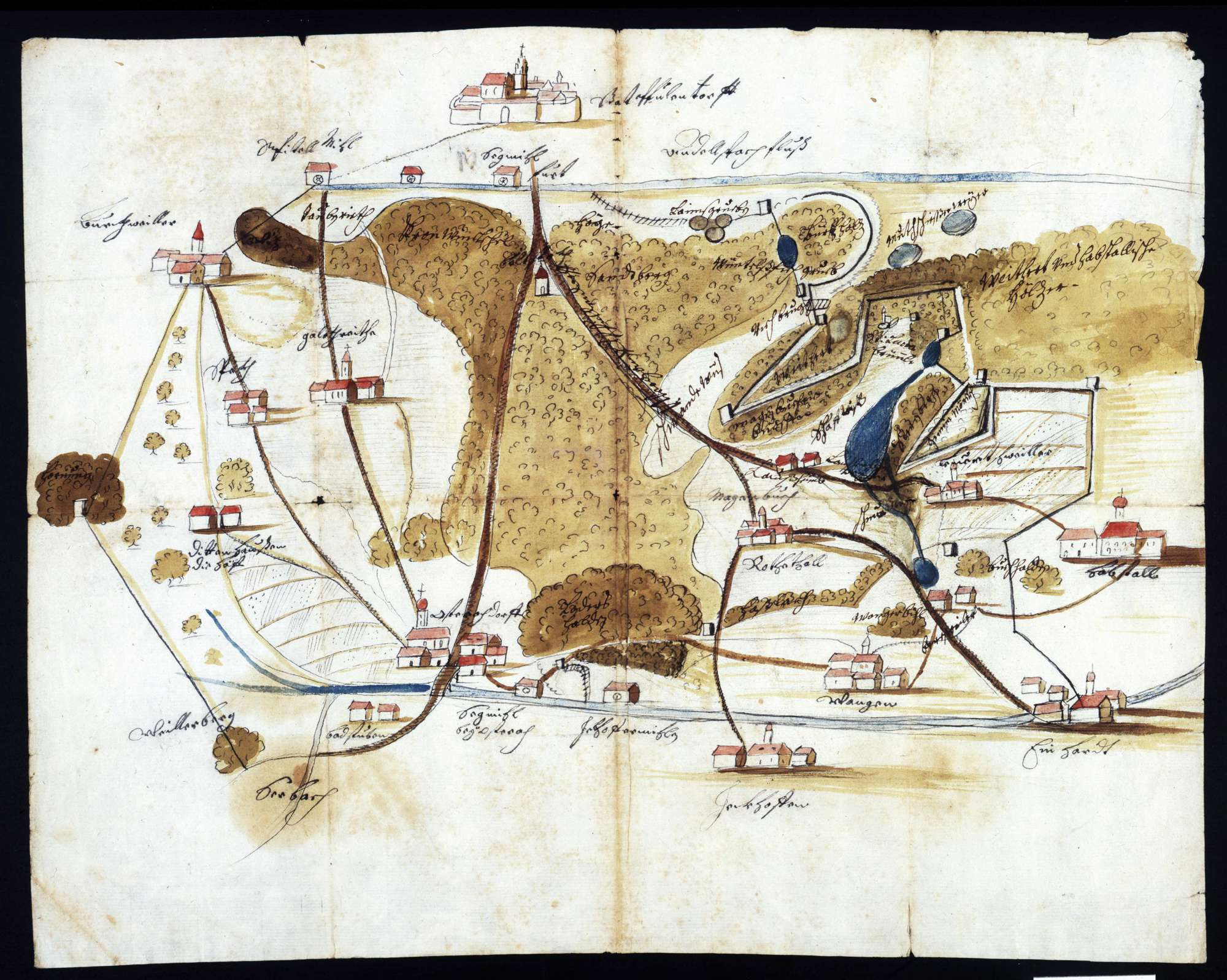
Karte von 1697: Bernweiler auf einer Karte mit der „Beschreibung des ostrachischen Bezirks“

Bernweiler ist ein Teilort Weitharts, eine von acht Ortschaften der baden-württembergischen Gemeinde Ostrach im Landkreis Sigmaringen.

## Geographie

### Geographische Lage
Der Teilort Bernweiler liegt im Tal der Ostrach rund viereinhalb Kilometer nordwestlich der Ortsmitte Ostrachs zwischen den anderen Teilorten Eimühle im Norden, Levertsweiler im Westen und Einhart im Nordosten sowie der Ortschaft Wangen im Süden.

## Geschichte

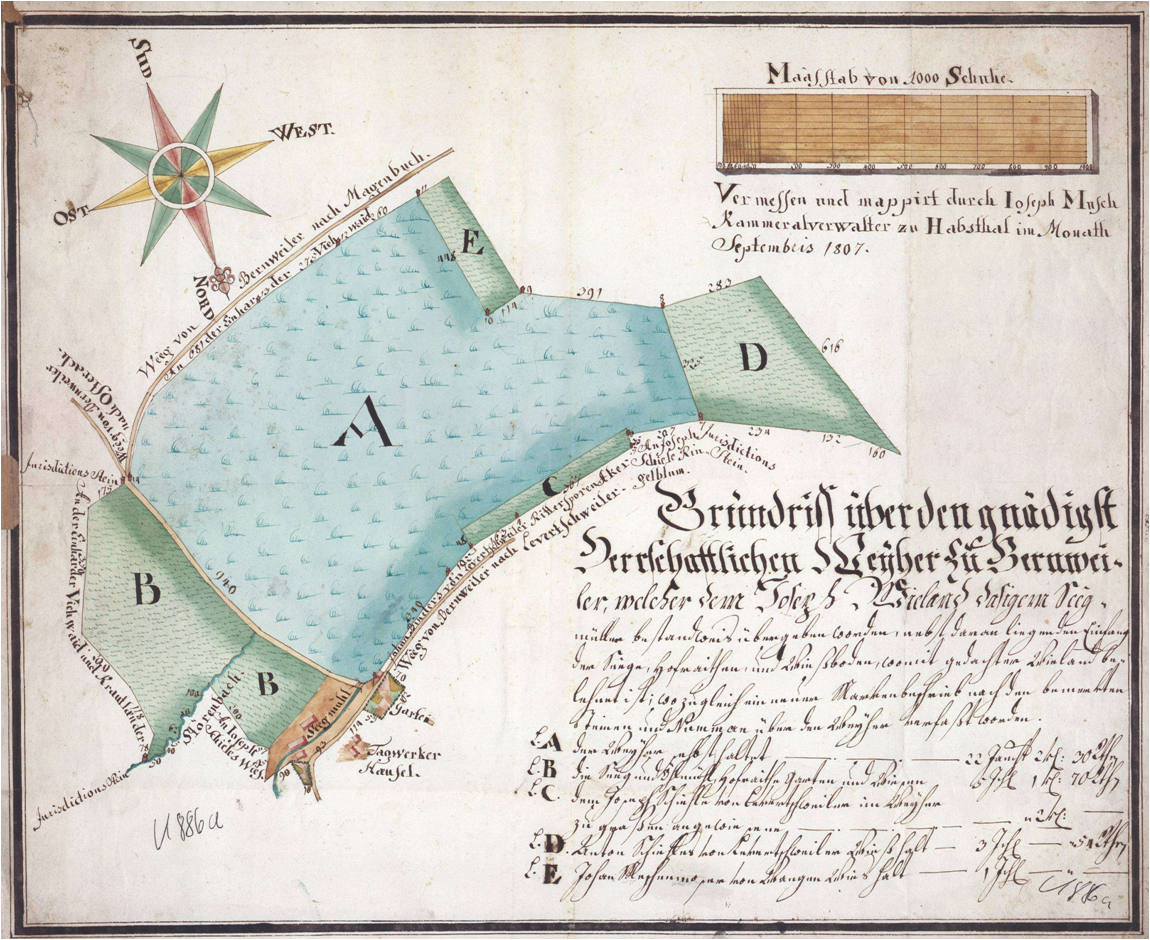
Karte von 1807: „Grudriß über den gnädigst Herrschaftlichen Weyher zu Bernweiler“

1262 lag die Umgebung Bernweilers an der ehemaligen Römerstraße von Altshausen nach Krauchenwies im Besitz des Klosters Salem. 1266 wechselte ein Hof, 1420 der ganze Weiler an das Kloster Habsthal. Später wurde die Herrschaft „Habsthal–Bernweiler–Rosna“ gebildet.
1500 wurde der hier fließende Störenbach zum Habsthaler Fischweiher, der später auch für eine Sägemühle genutzt wurde, aufgestaut. Nachdem dieser 1840 letztmals trockengelegt wurde, erfolgte die Ziehung der neuen Markierungsgrenze zwischen Habsthal und Einhart: die Güter rechts des Störenbach gehörten nun zu Einhart, die links liegenden Güter zu Habsthal.
1806 gelangten alle Anwesen und Besitze an das fürstliche Haus Hohenzollern-Sigmaringen.
Am 11. Januar 1931 erhielt Bernweiler elektrisches Licht und Kraftstrom, im selben Jahr eine Poststelle mit Telefonapparat. 1950 wurde eine Wasserleitung gelegt, 1967 eine neue Ortsbeleuchtung installiert.
Im Zuge der Gebietsreform in Baden-Württemberg wurde die Gemeinde Habsthal mit dem Ort Bernweiler am 1. Oktober 1974 nach Ostrach eingemeindet.

### Ortsname
Der Name soll auf die Person des Bero (auch Pero), der in dieser Gegend und im Linzgau im 9. Jahrhundert genannt wird. Eine weitere Deutung ist die Namensgebung nach dem Tier, dem Bären.
Schreibweisen: Bernwilaer (1262), Bernwilar (1263), Bärenweiler (1266), Bernwils (1303), Berenwiler (1353), Bernwyler (1497) und Bernnweiler im Jahre 1500.

## Wirtschaft und Infrastruktur

### Bürgerbus

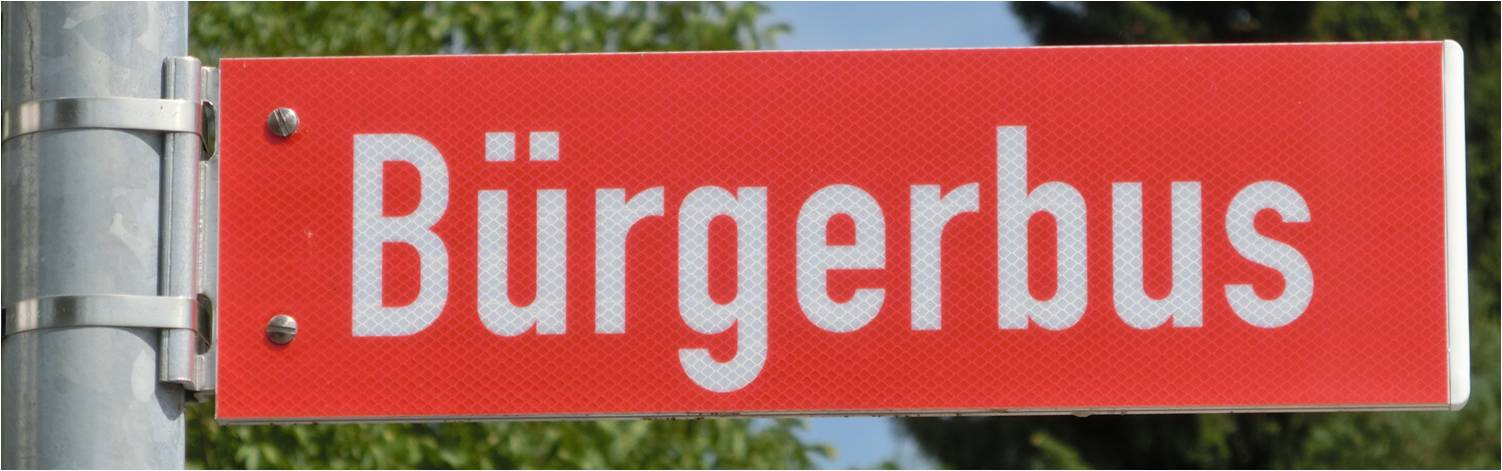
Haltestelle "Bürgerbus"

Der Ostracher Bürgerbus ergänzt den öffentlichen Nahverkehr und verbessert unter anderem die Mobilität von Menschen mit Behinderungen. An drei Tagen in der Woche fährt der Bus nach einem festen Plan zwischen der Ostracher Ortsmitte und Jettkofen, Wagen, Bernweiler, Einhart, Levertsweiler, Lausheim sowie Magenbuch.

Der Bürgerbus wird von der Gemeinde Ostrach finanziert und vom Bürgerbus-Verein sowie ehrenamtlichen Fahrern und Helfern betrieben.